# Karl von Bülow
Karl Wilhelm Paul von Bülow (24. března 1846 - 31. srpna 1921) byl německý důstojník, naposledy polní maršál. Během první světové války velel v letech 1914 až 1915 německé 2. armádě.

## Život
Karl von Bülow se narodil v Berlíně ve významné pruské vojenské rodině Bülowů. Vstoupil do pruské armády a v roce 1864 byl přidělen ke 2. gardovému pěchotnímu pluku. Zúčastnil se rakousko-pruské války v roce 1866, bojoval v bitvě u Trutnova, u Dvora Králové a vyznamenal se v bitvě u Hradce Králové. Během francouzsko-pruské války v roce 1870 sloužil jako nižší důstojník a získal železný kříž druhé třídy. Kapitánem německého generálního štábu se stal roku 1877 a povýšen na plukovníka byl v roce 1894, kdy přidělen k 9. gardovému pluku. V roce 1897 byl von Bülow generálmajorem a stal se ředitelem ústředního oddělení německého ministerstva války. V roce 1900 byl povýšen na generálporučíka a v roce 1901 byl jmenován velitelem gardové divize. Od roku 1903 byl velitelem německého III. sboru až do svého jmenování inspektorem německé 3. armády v roce 1912.

### První světová válka
Na začátku první světové války v srpnu 1914 se stal velitelem německé 2. armády, jež byla součástí německých vojsk, která napadla Belgii. 7. srpna obsadil Lutych a 22.-23. srpna dobyl pevnost Namur. Ve Francii porazil von Bülow ve dnech 23.–24. srpna v Charleroi generála Charlese Lanrezaca v čele francouzské páté armády a ve dnech 29.–30. srpna ho porazil opět u Saint-Quentinu.
Karl von Bülow je považován za válečného zločince kvůli svému podílu na masakrech v obcích Andenne (20. srpna) a Leffe (23. srpna 1914): nařídil zabíjení nejen mužů, ale i žen a dětí. V Lutychu Němci pro zastrašení obyvatel vyvěsili plakáty uvádějící: „…S mým pověřením generál, který velel našim jednotkám, vypálil město (Andenne) a nechal popravit 110 osob. Upozorňuji tuto skutečnost město Lutych, aby obyvatelé věděli, co mohou očekávat, pokud budou jednat stejným způsobem.“ Ve skutečnosti bylo v Andenne zabito více než 260 lidí.
Když se od 31. srpna do 2. září 2. armáda a 1. armáda generála Alexandra von Klucka blížily k Paříži, von Bülow, znepokojený rostoucí mezerou mezi oběma armádami, nařídil Kluckovi přiblížit se jeho 1. armádou zprava k Bülowovým mužům. Toto rozhodnutí však mělo za následek, že Kluck postupoval na Paříž z jihu a východu, místo z jihu a západu, jak předpokládal Schlieffenův plán. Von Bülow překročil 4. září Marnu, ale bylo mu nařízeno ustoupit do Aisne po úspěšném protiútoku kombinovaných francouzských a britských sil proti Kluckově 1. armádě v první bitvě na Marně 5.–10. září. Německá veřejnost pak věřila, že von Bülow nese odpovědnost za to, že Němci nedokázali obsadit Paříž.
V lednu následujícího roku byl von Bülow povýšen na polního maršála. Poté, co o dva měsíce později utrpěl infarkt, mu bylo počátkem roku 1916 dovoleno odejít na odpočinek a až do své smrti žil v Berlíně.

### Rodina
Karl von Bülow se 12. června 1883 oženil s Molly von Kracht (1864–1945) a z tohoto svazku se narodily tři děti: Alexandra (1884–1953); Busso (1886–1915) a  Vicco von Bülow-Schwante (1891–1970). Starší syn Busso padl na bojištích první světové války.